# Stanisław Kowalczyk (1925–1952)
Stanisław Kowalczyk ps. „Baśka”, „Odwet”, „Karol”, „Edek” (ur. 6 maja 1925 w Gródku Rządowym, zm. 7 sierpnia 1952 w Warszawie) – żołnierz podziemia niepodległościowego.

## Życiorys
W latach 1946–1947 był żołnierzem WiN, placówka Rząśnik (Obwód Ostrów Mazowiecka). 9 kwietnia 1947 ujawnił się w PUBP w Ostrowi Mazowieckiej. Od wiosny 1947 do jesieni 1947 żołnierz oddziału Jana Kmiołka działającego na terenie trójkąta obejmującego miejscowości Nasielsk, Pułtusk, Wyszków. Od jesieni 1947 do wiosny 1948 podjął pozorowaną współpracę z UB jako TW „Grzegorz”, za zgodą i wiedzą dowódcy oddziału Jana Kmiołka, w celu pozyskiwania informacji i dezinformacji przeciwnika.

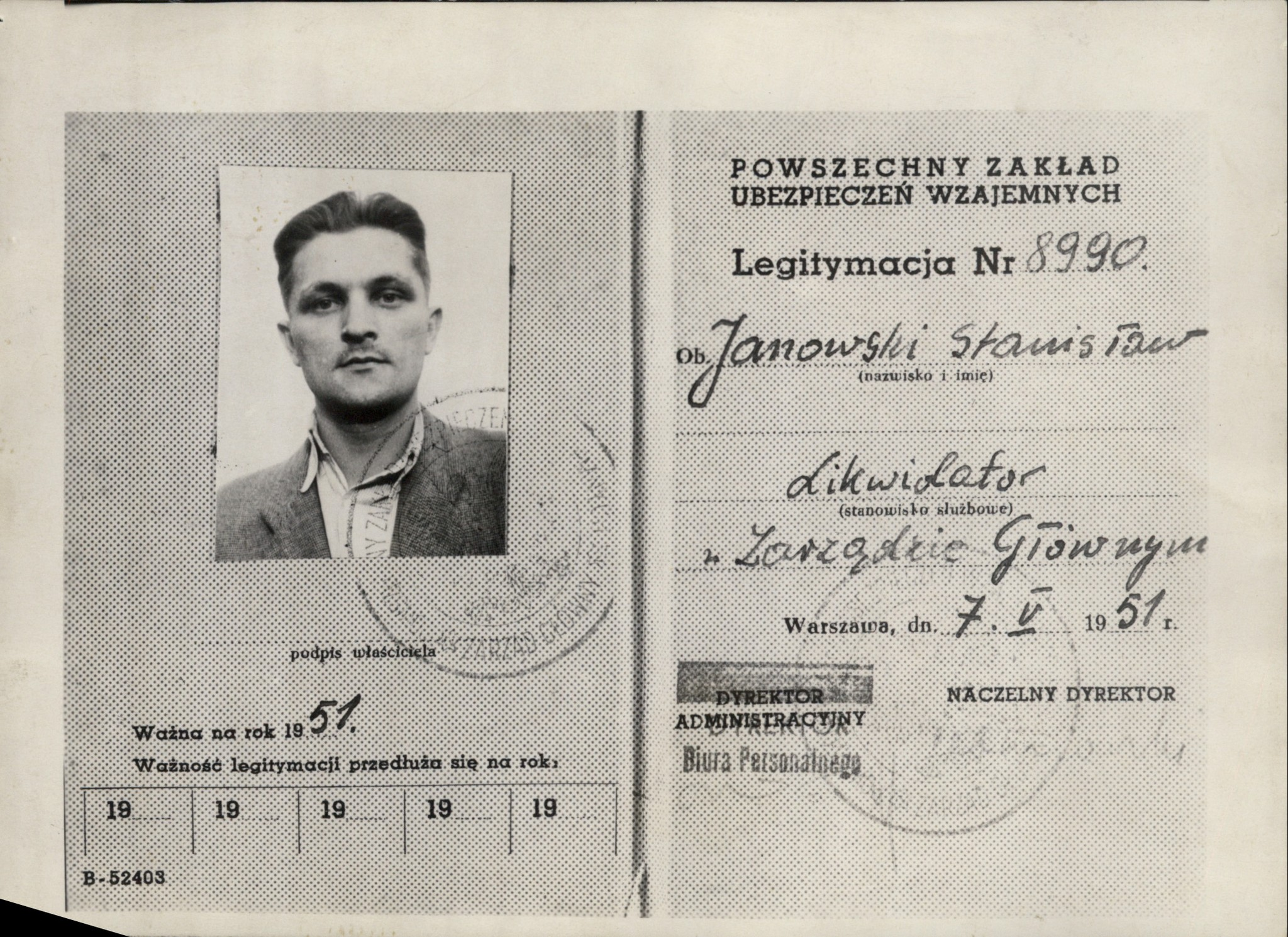
Legitymacja służbowa Stanisława Kowalczyka jako pracownika PZUW, wystawiona na nazwisko Stanisław Janowski

Wiosną 1948 w wyniku groźby zdekonspirowania i poboru do wojska powrócił do leśnego oddziału Jana Kmiołka i pozostał w nim do aresztowania w 1951. 15 września 1951 aresztowany w Łodzi w Restauracji „Dworcowa” w wyniku prowokacji funkcjonariuszy Ministerstwa Bezpieczeństwa Publicznego w Warszawie. Po brutalnym śledztwie został skazany 3 kwietnia 1952 za działalność antykomunistyczną przez Wojskowy Sąd Rejonowy w Warszawie na czternastokrotną karę śmierci. 9 maja 1952 Sąd Wojskowy utrzymał wyrok w mocy. Został zamordowany przez funkcjonariuszy Ministerstwa Bezpieczeństwa Publicznego 7 sierpnia 1952 w więzieniu przy ul. Rakowieckiej w Warszawie wraz z dowódcą swojego oddziału Janem Kmiołkiem. Miejsce jego pochówku do dziś jest nieznane.
29 października 2009 za wybitne zasługi dla niepodległości Rzeczypospolitej Polskiej został pośmiertnie odznaczony Krzyżem Oficerskim Orderu Odrodzenia Polski.